# Bánd
Pour les articles homonymes, voir Band.
Bánd est un village et une commune du comitat de Veszprém en Hongrie.

## Personnages célèbres
Ferenc Mádl